# Quân đội Đế quốc Mông Cổ

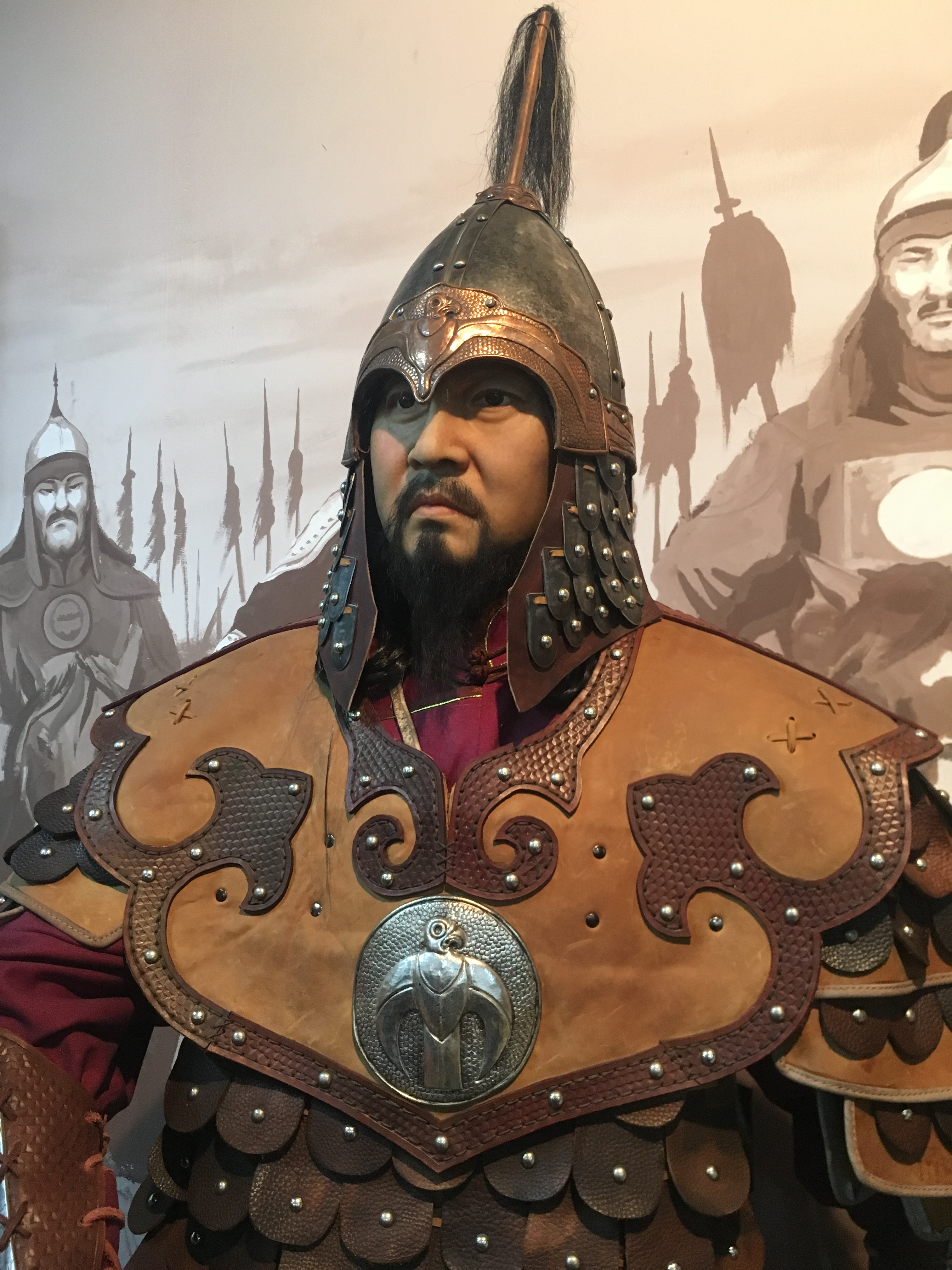
Giáp trụ của chiến binh Mông Cổ

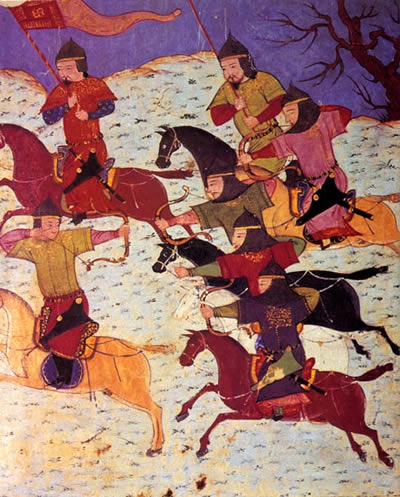
Cung thủ kỵ binh Mông Cổ. Ảnh trong tác phẩm Jami' al-tawarikh của Rashid-al-Din Hamadani.

Tổ chức và chiến thuật quân sự của quân đội Đế quốc Mông Cổ là cơ sở cho người Mông Cổ chinh phục các quốc gia từ châu Á sang châu Âu, từ đó tạo lập nên đế quốc rộng lớn của họ.
Hệ thống này của người Mông Cổ ban đầu hình thành từ cách tổ chức đời sống du mục, về sau được Thành Cát Tư Hãn phát triển, rồi được mở rộng bởi tướng lĩnh và con cháu của ông. Quân Mông Cổ đã sử dụng các công nghệ và phương pháp khác nhau một cách linh hoạt và phù hợp với mỗi vùng đất mà họ chinh phạt. Các quân sư và chuyên gia vũ khí từ những đất nước khác đã được thu nhận và trọng dụng. Trong nhiều trường hợp, quân Mông Cổ đánh bại quân thù đông đảo hơn.
Cấu trúc chỉ huy của quân đội Mông Cổ rất linh hoạt, giúp họ có thể tổ chức tấn công hàng loạt, họ thường chia thành các nhóm nhỏ để bao vây kẻ thù và dẫn quân địch vào một khu vực phục kích, hoặc chia thành các nhóm nhỏ khoảng 10 người để truy quét tàn quân kẻ thù chạy trốn. Mặc dù họ chiến đấu theo đơn vị, từng người lính chịu trách nhiệm về trang bị, vũ khí của riêng họ và có tối đa năm con ngựa cưỡi. Gia đình và đàn gia súc đi cùng họ trong các cuộc viễn chinh.

### Hình thành quân đội, trường đào tạo tướng

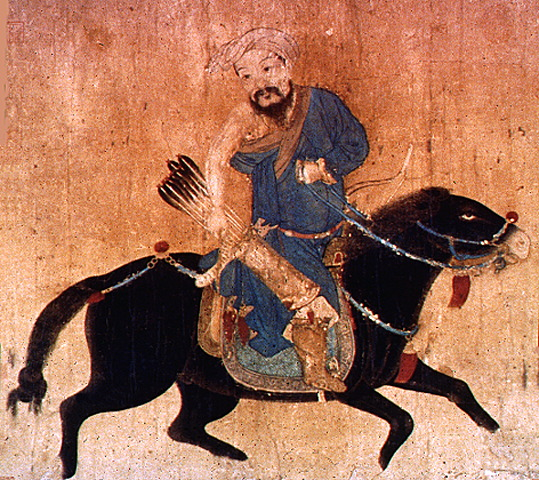
Kỵ binh hạng nhẹ Mông Cổ.

### Bảo vệ

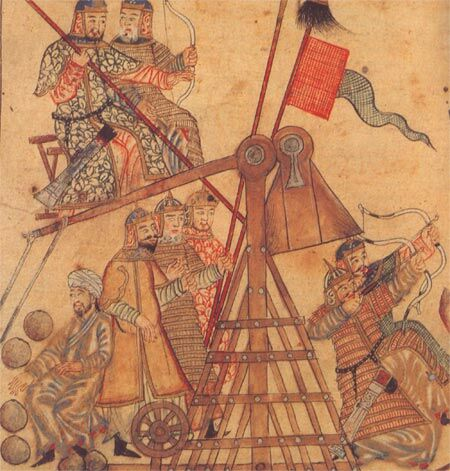
Các chiến binh Mông Cổ được trang bị mạnh với hệ thống vũ khí công thành. Một bản biên niên sử thu nhỏ của Rashid ad-Din.

### Giáo dục và đào tạo

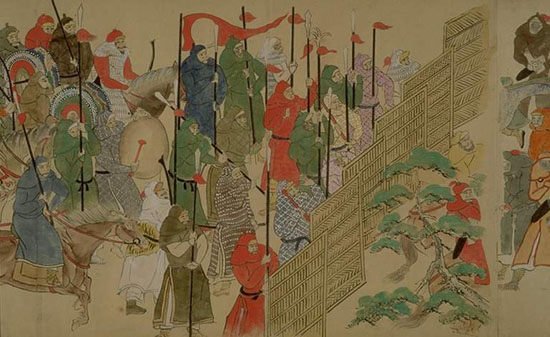
Chiến binh Mông Cổ. Tranh cuộn cỡ nhỏ về cuộc xâm lược của người Mông Cổ thế kỷ 13

## Vũ khí và trang bị

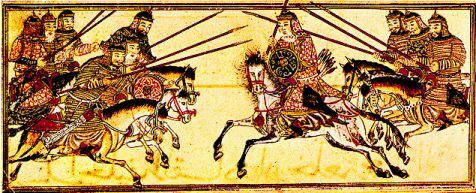
Trang bị nặng của quân Mông Cổ. نگارگری ایرانی

### Kỵ binh nặng

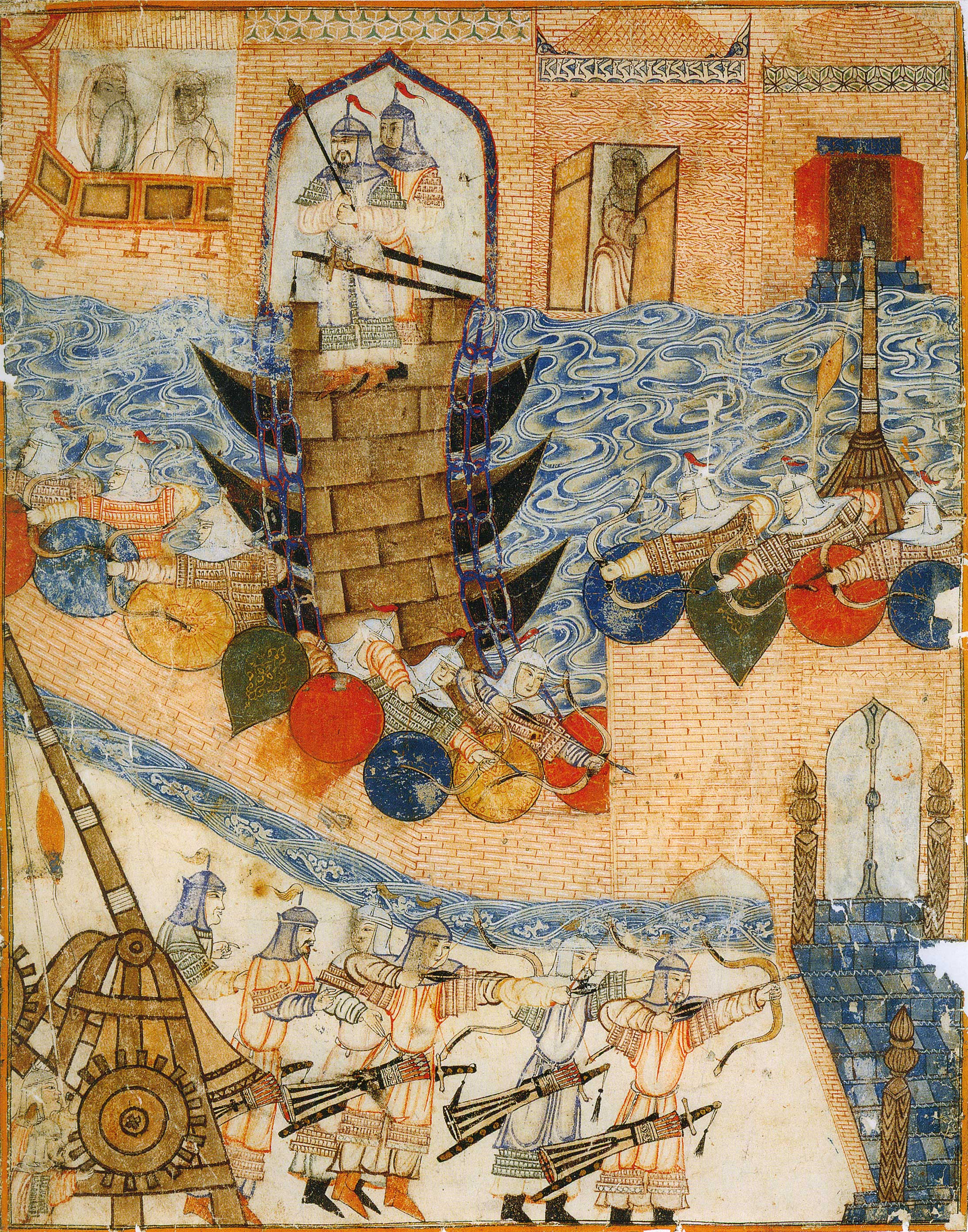
Sự sụp đổ của Baghdad. Minh họa trong Jami 'at-tawarih của Rashid ad-din. Tuyến đầu là các chiến binh Mông Cổ với vũ khí hạng nặng. Bên trái - Vũ khí bao vây của Mông Cổ

## Chiến lược

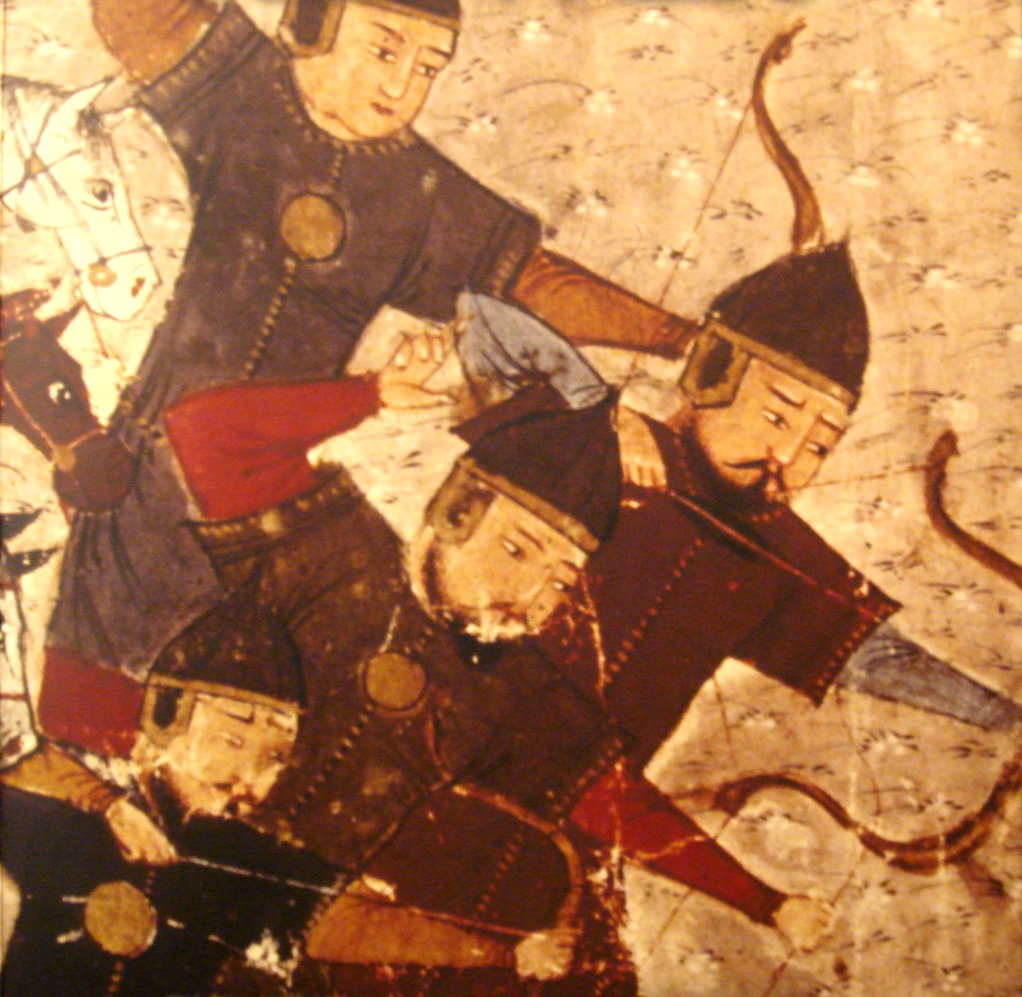
Chiến binh Mông Cổ trên một bức tranh Ba Tư

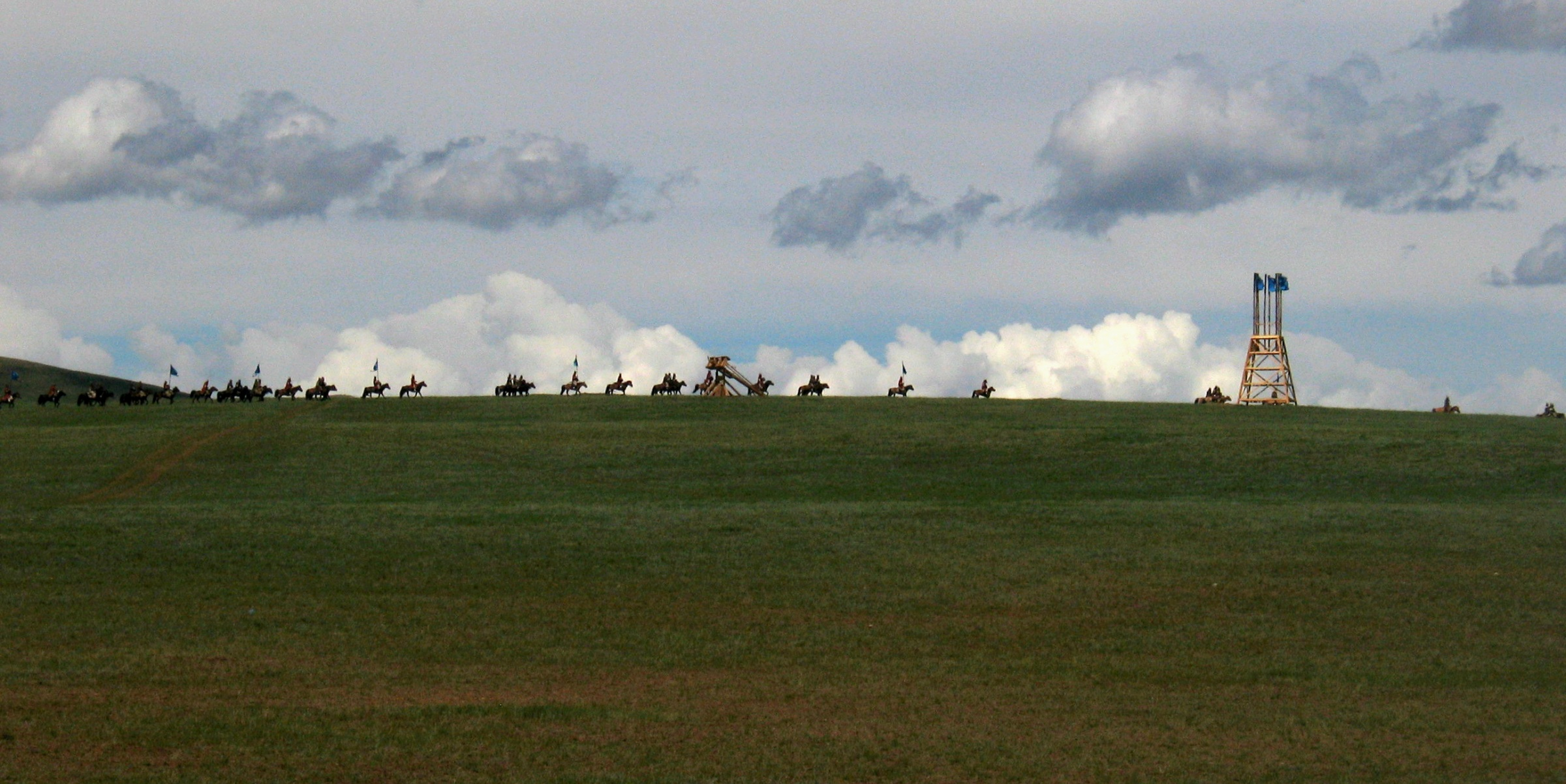
Quân đội Mông Cổ hành quân (tái hiện hiện đại)

## Chiến thuật

Trận đánh giữa quân Mông Cổ và samurai. Các chiến binh Mông Cổ, ngoài cung tên còn sử dụng bom chứa đầy thuốc súng - Tranh cuộn Nhật Bản thế kỷ 13